# Geranomyia zionana
Geranomyia zionana là một loài ruồi trong họ Limoniidae. Chúng phân bố ở miền Tân bắc.